# Korolivka, Malîn
Korolivka (în ucraineană Королівка) este un sat în comuna Vorsivka din raionul Malîn, regiunea Jîtomîr, Ucraina.

## Demografie
Componența lingvistică a localității Korolivka
     Ucraineană (100%)
Conform recensământului din 2001, toată populația localității Korolivka era vorbitoare de ucraineană (100%).